# Leon Dernier
Leon Dernier (ur. 1 kwietnia 1912 roku w Liège, zm. 26 lipca 1969 roku w Spa) – belgijski kierowca wyścigowy.

## Kariera
W wyścigach samochodowych Dernier poświęcił się głównie startom zaliczanym do klasyfikacji Mistrzostw Świata Samochodów Sportowych. W latach 1954, 1959-1960, 1962-1963, 1965 Belg pojawiał się w stawce 24-godzinnego wyścigu Le Mans. W pierwszym sezonie startów nie dojechał do mety w klasie S 750. Pięć lat później świętował już zwycięstwo w klasie GT 3.0 oraz stanął na najniższym stopniu podium klasyfikacji generalnej. Na najniższym stopniu podium klasyfikacji generalnej stanął jeszcze w sezonie 1962, kiedy to był drugi w klasie GT 3.0. Rok później w klasie GT 3.0 również uplasował się na drugim miejscu.